# Сєверцов Олексій Сергійович
Сєверцов Олексій Сергійович — російський  еволюційний біолог, доктор біологічних наук, завідувач кафедри дарвінізму (надалі кафедра еволюційної біології) Московського державного університету в 1971—2014 роках. Автор низки підручників з еволюційної біології. Головний редактор журналу «Бюллетень МОИП», заступник головного редактора «Зоологического журнала».
Онук еволюційного біолога Олексія Миколайовича Сєверцова.
У 1968 році захистив дисертацію на ступінь кандидата біологічних наук на тему «Еволюція гіобранхіального апарату личинок амфібій» (рос. Эволюция гиобранхиального аппарата личинок амфибий). У 1974 році захистив дисертацію доктора біологічних наук із зоології на тему «Еволюція механізмів захоплення їжі та дихання амфібій». Опонентами докторської дисертації були Наумов М.П., Татаринов Л. П., Шишкін М.О.

## Публікації
Автор більше 100 наукових статей та 12 монографій та підручників.
- Северцов А. С. (2018) Эволюция. Есть ли вершина? Дискурс Минск, ISBN 978-985-90468-3-4, 288 с.
- Марков А. В., Северцов А. С., Журавлев А. Ю., Краус Ю. А., Лысенков С. Н., Гриньков В. Г., Северцова Е. А., Коноров Е. А. (2016) Методическое пособие для студентов и преподавателей по курсу «Теория эволюции». Изд. Биологический факультет МГУ им. М. В. Ломоносова Москва, 44 с.
- Северцов А. С. (2016) Теория эволюции. Учебник 2-е издание. Юрайт Москва, ISBN 978-5-9916-8430-9, 382 с.
- Северцов А. С. (2013) Эволюционная экология позвоночных животных. КМК Москва, ISBN 978-5-87317-925-1, 345 с.
- Колчинский Э. И., Галл Я. М., Георгиевский А. Б., Голубовский М. Д., Ермолаев А. И., Конашев М. Б., Левит Г. С., Лукин А. Е., Манойленко К. В., Полевой А. В., Северцов А. С., Фандо Р. А., Цахос Ф. Е., Хоссфельд У. (2012) Создатели современного эволюционного синтеза: Коллективная монография, ООО «Нестор-История» (Санкт-Петербург), ISBN 978-5-90598-642-0, 996 с.
- Северцов А. С. (2008) Эволюционный стазис и микроэволюция. КМК, Авторская Академия Москва, ISBN 978-5-87317-536-9, 176 с.
- Биология: Школьная энциклопедия (2005) (Редкол. Каменский А. А., Криксунов Е. А., Матвеева Р. А., Рубцов А. М.). Большая Российская Энциклопедия Москва, ISBN 5-85270-213-7, 990 с.
- Северцов А. С. (2004) Теория эволюции. Владос Москва, ISBN 5-691-01354-8, 380 с.
- Северцов А. С. (1990) Направленность эволюции. Издательство Московского университета Москва, ISBN 5-211-00917-7, 272 с.
- Северцов А. С. (1987) Основы теории эволюции. Учебник. Издательство Московского университета Москва, 319 с.
- Гриценко В. В., Креславский А. Г., Михеев А. В., Северцов А. С., Соломатин В. М. (1983) Концепции вида и симпатрическое видообразование. Издательство Московского университета Москва, 193 с.
- Северцов А. С. (1981) Введение в теорию эволюции. Издательство Московского университета Москва, 317 с.